# Ignacij (Lukovič)
Ignacij (světským jménem: Ihar Ivanavič Lukovič; * 28. března 1970, Maladzečna) je běloruský duchovní Běloruské pravoslavné církve a biskup polocký a hlybokajecký.

## Život
Narodil se 28. března 1970 v Maladzečně.
Po dokončení střední školy č. 2 nastoupil na obor radiomechanik Technického učiliště č. 87. Od roku 1989 sloužil v řadách Sovětské armády. Po demobilizaci začal studovat na Minském duchovním semináři. Dne 28. listopadu 1990 byl přijat mezi bratry Žyrovického monastýru, kde byl 5. dubna 1993 archimandritou Guryjem (Apalkou) postřižen na monacha se jménem Ignacij na počest svatého Ignatija (Brjančaninova).
Dne 27. dubna 1993 jej metropolita minský a slucký Filaret (Vachromejev) rukopoložil na jerodiákona. Od roku 1994 studoval dálkově na Moskevské duchovní akademii. Od 31. srpna 1995 přednášel na Minském duchovním semináři a současně byl asistentem inspektora semináře. Dne 20. června 1997 přijal z rukou metropolity Filareta kněžské svěcení.
Dne 28. listopadu 2002 přešel do kléru brestské eparchie, kde se stal představeným chrámu Tichvinské ikony Matky Boží v Brestu. Dne 8. dubna 2007 byl povýšen na igumena.
Dne 15. října 2018 jej Svatý synod zvolil biskupem borovljanským a vikářem minské eparchie. Následující den byl povýšen na archimandritu. Biskupská chirotonie proběhla 28. října v chrámu Ikony Matky Boží Všech strádajících radost v Moskvě. Hlavním světitelem byl patriarcha moskevský a celé Rusi Kirill.
Dne 30. srpna 2019 byl ustanoven biskupem polockým a hlybokajeckým.